# The Winchester Woman
Pour plus de détails, voir Fiche technique et Distribution.
The Winchester Woman est un film muet américain réalisé par Wesley Ruggles, sorti en 1919.

## Fiche technique
- Titre : The Winchester Woman
- Réalisation : Wesley Ruggles
- Scénario : Arthur E. Krows, d'après une histoire de Horace Hazeltine
- Photographie : Joseph Shelderfer
- Société de production : Vitagraph Company of America
- Société de distribution : Vitagraph Company of America
- Pays de production :  États-Unis
- Langue : film muet avec les intertitres en anglais
- Métrage : 1 500 m
- Format : Noir et blanc - 35 mm - 1,33:1  -  Muet
- Genre : Film dramatique, Film policier
- Durée : 50 minutes
- Date de sortie : 
  - États-Unis : septembre 1919

## Distribution
- Alice Joyce : Agatha Winchester
- Percy Marmont : David Brinton
- Robert Middlemass (en) : Alan Woodward
- Jean Armour : Alma Fielder
- Lucy Fox : Julia Brinton
- Joseph Burke : Simon Scudder